# 동갑내기 여행하기
동갑내기 여행하기는 대한민국의 종합편성채널 채널A에서 방송한 텔레비전 프로그램이다.